# Плуги-вуги
Плу́ги-Ву́ги — магнитоальбом советской и российской рок-группы «Сектор Газа», записанный в июне 1989 года в студии при ДК «им. 50-летия Октября».

## Об альбоме
Данный магнитоальбом затруднительно назвать дебютным, также как трудно назвать дебютным и «Колхозный Панк» 1989 года из-за того, что они никогда официально не издавались, были записаны одновременно и не получили широкого распространения.
Появился «Сектор Газа» в 1987 году, когда открылся воронежский рок-клуб. Через два года мы записали два альбома — «Колхозный Панк» и «Плуги-Вуги». Качество их было ужасное и дальше Воронежа они не разошлись.Юрий (Хой) Клинских
Данный музыкальный альбом часто ошибочно называют одноимённо с названием группы — «Сектор Газа». Альбом «Сектор Газа» был записан лишь в 1993 году и содержал часть песен из «Плуги-вуги» и оригинальной версии «Колхозного Панка». К тому же многие полагают, что альбом «Сектор Газа» 1993 года является записью 1989 года. Также распространённой ошибкой является то, что альбом «Сектор Газа» 1997 года также был выпущен в 1989-м, несмотря на то, что и там, и там явно более качественная запись, невозможная в 1989 году в СССР.
Это было в начале 1989 года. Тогда ещё студии никакой не было, просто, Андрей Дельцов на свой страх и риск решил приколоться. Как сейчас помню, за запись двух первых альбомов мы заплатили 100 рублей. Ну вот, альбом появился. Хотя у нас магнитофона хорошего не было, писали на такое дерьмо, вообще кошмар. Как тогда говорили, в одном канале «верха» одни звучали, в другом — «низа».Игорь (Кущ) Кущев
Общеизвестными являются именно перезаписи, а не оригиналы. Все песни с этого магнитоальбома в дальнейшем были перезаписаны и изданы в следующих альбомах группы:
- 1991 — «Колхозный Панк» — Вступление, Плуги-Вуги, Банка, Карьерист (Попец), Пасха, Вальпургиева Ночь;
- 1992 — «Гуляй, Мужик!» — Видак;
- 1993, 1997 — «Сектор Газа» — Эстрадная Песня, Я Мочился в Ночь, АвтоМат, Подкуп, Дураки, Война;
- 1997 — «Наркологический Университет Миллионов» — Вальпургиева Ночь.

Кроме того, у магнитоальбомов не было официальных обложек, а те, что существуют в настоящее время, являются фанатскими.

## Список композиций
Слова и музыка всех песен — Юрий (Хой) Клинских.
| №                   | Название            | Длительность |
| ------------------- | ------------------- | ------------ |
| 1.                  | «Вступление»        | 1:16         |
| 2.                  | «Видак»             | 2:56         |
| 3.                  | «Эстрадная песня»   | 2:20         |
| 4.                  | «Плуги-вуги»        | 2:56         |
| 5.                  | «Я мочился в ночь»  | 2:59         |
| 6.                  | «Авто-мат»          | 3:09         |
| 7.                  | «Банка»             | 3:54         |
| Общая длительность: | Общая длительность: | 19:30        |

| №                   | Название            | Длительность |
| ------------------- | ------------------- | ------------ |
| 8.                  | «Подкуп»            | 2:21         |
| 9.                  | «Карьерист»         | 2:19         |
| 10.                 | «Дураки»            | 2:36         |
| 11.                 | «Война»             | 4:33         |
| 12.                 | «Пасха»             | 5:08         |
| 13.                 | «Вальпургиева ночь» | 3:45         |
| Общая длительность: | Общая длительность: | 20:42        |

## Участники записи
- Юрий Клинских — вокал, ритм-гитара, тексты
- Сергей Тупикин — лидер-гитара (2, 9, 12)
- Игорь Кущев — лидер-гитара (3—8, 10,11, 13)
- Семён Тетиевский — бас-гитара
- Алексей Ушаков — клавишные
- Олег Крючков — барабаны (2, 9)
- Александр Якушев — барабаны (11)
- Андрей Дельцов — звукорежиссура, , драм-машина (1, 3—8, 10, 12, 13)